# Matadi (Tanzanie)
Pour les articles homonymes, voir Matadi (homonymie).
Matadi est un village du Nord de la Tanzanie dans la région du Kilimandjaro.